# Summit Entertainment
Summit Entertainment è uno studio cinematografico indipendente con sede a Universal City in California e con uffici a Londra, nel Regno Unito.
È stato fondato nel  1996 da Patrick Wachsberger, Bob Hayward e David Garrett sotto il nome di Summit Entertainment LP come una casa di produzione e distribuzione cinematografica. A partire dal 2006, la Summit è diventata pienamente indipendente con la direzione di Rob Friedman, ex dirigente della Paramount Pictures.
Dopo una serie di produzioni e distribuzioni sotto tono, come -2 - Livello del terrore e Penelope, alla fine del 2008 ha trovato il successo commerciale grazie alla distribuzione di Twilight, basato sull'omonima saga letteraria di Stephenie Meyer. Il film ha incassato, nel primo week-end di programmazione, oltre 70 milioni di dollari negli Stati Uniti e il Canada.
Nella primavera del 2009 la Summit ha distribuito Segnali dal futuro, che ha raggiunto la posizione numero 1 dei film più visti della classifica USA, successivamente ha distribuito film come il drammatico The Hurt Locker di Kathryn Bigelow e il film d'animazione Astro Boy. Nel novembre del 2009 la Summit ha distribuito The Twilight Saga: New Moon, seguito di Twilight.
Nel 2007, la società ha iniziato la distribuzione tramite la pubblicazione di DVD, dopo un accordo siglato con gli Universal Studios.

## Acquisto da parte della Lions Gate Entertainment
Già dalla fine del 2008 vi sono state numerose speculazioni, da parte dei media, su una possibile fusione con la Lions Gate Entertainment, ma nessun accordo è stato finalizzato. Il 13 gennaio 2012 la Lionsgate annuncia l'acquisizione della Summit Entertainment per 421.5 milioni di dollari, aumentando il proprio listino con numerosi titoli che comprendono il premio Oscar The Hurt Locker e l'intera saga di Twilight.

## Produzioni e/o distribuzioni
- Paura e delirio a Las Vegas (Fear and Loathing in Las Vegas), 1998
- Lock & Stock - Pazzi scatenati (Lock, Stock and Two Smoking Barrels), 1998
- Memento, 2000
- Step Up, 2006 (co-produzione con Touchstone Pictures)
- -2 - Livello del terrore (P2), 2007
- Twilight, 2008)
- Step Up 2 - La strada per il successo (Step Up 2: The Streets), 2008 (co-produzione con Touchstone Pictures; distribuzione DVD Touchstone Home Entertainment)
- Sex Movie in 4D (Sex Drive), 2008
- Penelope, 2008
- Alla ricerca dell'isola di Nim (Nim's Island), 2008
- Never Back Down - Mai arrendersi (Never Back Down), 2008
- The Hottie and the Nottie, 2008
- Fly Me to the Moon, 2008 (co-produzione con nWave Pictures)
- Tekken, 2009
- Push, 2009
- The Hurt Locker, 2009
- Segnali dal futuro (Knowing), 2009
- Bandslam - High School Band (Bandslam), 2009
- Patto di sangue (Sorority Row), 2009
- The Brothers Bloom, 2009
- The Twilight Saga: New Moon, 2009
- Astro Boy, 2009 (co-produzione con Imagi Animation Studios e Tezuka Productions)
- Bitch Slap, 2009
- Remember Me, regia di Allen Coulter (2010)
- The Twilight Saga: Eclipse, 2010 (co-produzione con Imprint Entertainment)
- Red, 2010 (co-produzione con DC Entertainment)
- Letters to Juliet, 2010
- Puzzole alla riscossa (Furry Vengeance), 2010
- Step Up 3D, 2010 (co-produzione con Touchstone Pictures)
- L'uomo nell'ombra (The Ghost Writer), 2010
- Source Code, 2011
- The Twilight Saga: Breaking Dawn - Parte 1, 2011 (co-produzione con Imprint Entertainment)
- Ender's Game, 2013
- Warm Bodies    2013
- Child 44 - Il bambino numero 44 (Child 44), regia di Daniel Espinosa (2015)
- The Last Witch Hunter - L'ultimo cacciatore di streghe (The Last Witch Hunter), regia di Breck Eisner (2015)
- Rock Dog, 2016
- John Wick: Chapter 2, regia di Chad Stahelski (2017)

## Co-produzioni
- Wrong Turn (Wrong Turn, 2003)
- The Weather Man - L'uomo delle previsioni (The Weather Man, 2005)
- I fratelli Grimm e l'incantevole strega (The Brothers Grimm, 2005)
- Sahara (Sahara, 2005)
- Striscia, una zebra alla riscossa (Racing Stripes, 2005)
- Oliver Twist (Oliver Twist, 2005)
- Mr. & Mrs. Smith (Mr. & Mrs. Smith, 2005)
- Sballati d'amore (A Lot Like Love, 2005)
- Miss Potter (Miss Potter, 2006)
- Babel (Babel, 2006)
- Once (Una volta) (Once, 2007)
- Resident Evil: Extinction (Resident Evil: Extinction, 2007)
- P.S. I Love You (P.S. I Love You, 2007)
- Michael Clayton (Michael Clayton, 2007)
- Nella valle di Elah (In the Valley of Elah, 2007)
- Un ponte per Terabithia (Bridge to Terabithia, 2007)
- Strange Wilderness (Strange Wilderness, 2008)
- Ember - Il mistero della città di luce (City of Ember, 2008)
- Sex List - Omicidio a tre (Deception, 2008)
- Orphan (Orphan, 2009)
- Codice Genesi (The Book of Eli) (con Alcon Entertainment, Silver Pictures e Warner Bros.)
- Ramona e Beezus (Ramona and Beezus) (con 20th Century Fox e Walden Media)
- Green Zone (con Universal Pictures)
- Percy Jackson e gli dei dell'Olimpo: Il ladro di fulmini (Percy Jackson and the Olympians: The Lightning Thief) (con 20th Century Fox e 1492 Pictures)
- Escape Plan - Fuga dall'inferno (Escape Plan), regia di Mikael Håfström (2013) (con Lionsgate)
- Gods of Egypt, regia di Alex Proyas (2016)
- Now You See Me 2, regia di Jon M. Chu (2016) (con Lionsgate)
- The Shack, regia di Stuart Hazeldine (2017)
- Come ti ammazzo il bodyguard (The Hitman's Bodyguard), regia di Patrick Hughes (2017)